# Tonho
Tonho, właśc. Antônio José Gil (ur. 8 sierpnia 1957 w Criciúmie) – brazylijski piłkarz, występujący na pozycji ofensywny pomocnika.

## Kariera klubowa
Zawodową karierę piłkarską Tonho rozpoczął w klubie SC Internacional w 1976 roku. W latach 1976–1977 Tonho występował w Figueirense FC i EC Juventude, po czym powrócił do Internacionalu. W Internacionalu 23 października 1977 w wygranym 3-1 wyjazdowym meczu z Coritibą Tonho zadebiutował w lidze brazylijskiej. Był to udany debiut, gdyż Tonho zdobył jedną z bramek. Z Internacionalem zdobył mistrzostwo Brazylii w 1979(udział jego w tym był symboliczny, gdyż rozegrał tylko 3 spotkania w lidze) oraz mistrzostwo stanu Rio Grande do Sul – Campeonato Gaúcho w 1978 roku.
W latach 1982–1983 Tonho był zawodnikiem lokalnego rywala Internacionalu - Grêmio. Z Grêmio zdobył Copa Libertadores 1983 oraz Puchar Interkontynentalny. W barwach Grêmio Tonho wystąpił ostatni raz w lidze brazylijskiej 30 kwietnia 1983 w przegranym 1-3 meczu z Ferroviárią Araraquara. Ogółem w latach 1977–1983 w I lidze wystąpił w 65 meczach, w których strzelił 5 bramek.
W kolejnych latach występował w Américe São José do Rio Preto, Aimoré São Leopoldo, Figueirense FCi Internacionalu Limeira. Z Internacionalem zdobył mistrzostwo stanu São Paulo – Campeonato Paulista w 1986 roku. Karierę zakończył w Avaí FC w 1991 roku.

## Kariera reprezentacyjna
Tonho występował w olimpijskiej reprezentacji Brazylii. W 1984 roku uczestniczył w Igrzyskach Olimpijskich w Los Angeles na których Brazylia zdobyła srebrny medal. Na turnieju Tonho wystąpił we wszystkich sześciu meczach reprezentacji Brazylii z Arabią Saudyjską, RFN, Marokiem, Kanadą, Włochami i w finale z Francją.